# Sherry
Sherry er en hedvin, der fremstilles af hvide druer, som dyrkes nær byerne Jerez de la Frontera, El Puerto de Santa María og Sanlúcar de Barrameda i Andalusien i Spanien. Sherry fremstilles i en række forskellige stilarter, men bliver primært fremstillet af Palomino-druer, der går fra lette versioner i stil med hvidvin til Manzanilla og fino, til mørkere og tungere udgaver der har fået lov at oxidere mens de modnes i fadene, som Amontillado og oloroso. Sød dessertvin fremstilles også af Pedro Ximénez eller Moscatel-druer, og blandes nogle gange med Palomino-baseret sherry.
Det markedsføres under det officielle navn Jerez-Xérès-Sherry, der er et af Spaniens vinområder, der er Denominación de origen (DOP). I Europa har Beskyttet oprindelsesbetegnelse-status og der er underlagt den spansk lov, således at alt vin der markedsføres som "sherry" skal komme fra Sherrytrekanten, et område i provinsen Cádiz mellem Jerez de la Frontera, Sanlúcar de Barrameda og El Puerto de Santa María. I 1933 blev Jerez denominación de origen den første spanske denominación der blev officielt anerkendt på denne måde og fik navnet D.O. Jerez-Xeres-Sherry og deller samme myndighed som D.O. Manzanilla Sanlúcar de Barrameda. Ordet sherry er en anglisering af xérès (jerez). Sherry var tidligere kendt som sack, fra det spanske saca, der betyder "ekstrahering" fra solera.
Efter fermenteringen er færdig bliver der tilføjet brændevin destilleret fra duer til grundvinen for at øge den endelige alkoholprocent. Vin der klassificeres som værende egnede til lagring som fino og Manzanilla får tilført alkohol til de når 15,5 %. I takt med at de lagres i tønder udvikler de en gærhinde på overfladen kaldet flor, der beskytter vine mod yderligere oxidering. De vine, der klassificeres som værende egnede til lagring oloroso får tilført alkohol til de når mindst 17%. De udvikler ikke samme gærhinde når de lagrer, hvilket giver dem en mørkere farve. Da alkoholtilførslen foregår efter fermenteringen er de fleste sherryer tørre til at begynde med, og sødheden bliver tilføjet senere. På trods af en udbredt misforståelse om at sherry er en sød drik, så er de fleste varianter tørre. Til sammenligning bliver alkohol tilføjet til portvin omkring halvvejs gennem fermenteringen, hvilket stopper processen, så der stadig er sukker tilbage som ikke er omdannet til alkohol, hvorved portvinen bliver sød.
Vin som har lagret i forskellig tid og blandes bruger solera-systemet inden de bliver hældt på flaske, hvorved sherryen normalt ikke får en specifik vintage-årgang, og kan indeholde en lille smule meget gammel vin. Sherry bliver af nogle vinskribenter betragtet som "undervurderet" og en "forsømt vinskat".

## Typer
- Fino ('delikat' på spansk) er den tørrest og blegeste af de traditionelle sherryvarianter. Vinen lagres i tønder under flor, der forhindre at det oxiderer yderligere.
- Manzanilla er en særligt lys variant af fino-sherry der fremstilles omkring havnbyen Sanlúcar de Barrameda.
- Manzanilla Pasada er en Manzanilla der er blevet lagret i ekstra lang tid eller som er blevet delvist oxideret, hvilket giver en rigere og mere nødet-smag.
- Amontillado er en variant af sherry der først lagres under floren og derefter udsættes for oxygen, hvilket giver en sherry der er mørkere end fino, men lysere en Oloroso. Normalt er den tør, men nogle gange bliver de solgt i let- til mediumsødede udgaver (men ikke alle bliver markedsført som Amontillado).[9]
- Palo Cortado er en type af sherry der startede med at blive lagret som Amontillado, typisk 3-4 år, men efterfølgende udvikler den en karakter tættere på Oloroso. Enten sker det tilfældigt eller når floren dør naturligt, eller ved at tilføjelse af alkohol eller filtrering.
- Oloroso ('duftende' på spansk) er en variant af sherry, der er lagret oxideret i længere tid end Fino eller Amontillado, der giver en mørkere og rigere vin. Med alkoholprocent på mellem 18-20 % er Oloroso den størkeste type sherry.[10] Ligesom Amontillado er den normalt tør, men bliver også solgt i sødede versioner kaldet Cream-sherry (først fremstillet i 1860'erne ved at blande flere slags sherry, normalt inklusive Oloroso og Pedro Ximénez).
- Jerez Dulce (sød sherry) fremstilles ved enten at fermenteret tørret Pedro Ximénez (PX) eller Moscatel-druer, der giver en intens sød, mørkebrun eller sort vin, eller ved at blande søde vine eller druemost med tørrere varianter.

Den 12. april 2012 blev reglerne for søde og hedvine Denominations of Origen Montilla-Moriles og Jerez-Xérès-Sherry ændret til at forbyde betegnelser som "Rich Oloroso", "Sweet Oloroso" og "Oloroso Dulce". Disse vine bliver i stedet markedsført som "Cream Sherry: Blend of Oloroso / Amontillado" eller lignende.

### Klassificering
| Hedvingstype  | Alkohol % | Sukkerinhold (gram/L) |
| ------------- | --------- | --------------------- |
| Fino          | 15–17     | 0–5                   |
| Manzanilla    | 15–17     | 0–5                   |
| Amontillado   | 16–17     | 0–5                   |
| Palo Cortado  | 17–22     | 0–5                   |
| Oloroso       | 17–22     | 0–5                   |
| Dry           | 15–22     | 5–45                  |
| Pale Cream    | 15.5–22   | 45–115                |
| Medium        | 15–22     | 5–115                 |
| Cream         | 15.5–22   | 115–140               |
| Dulce / Sweet | 15–22     | 160+                  |
| Moscatel      | 15–22     | 160+                  |
| Pedro Ximénez | 15–22     | 212+                  |